# 拉热里
拉热里（法語：Lagery）是法国马恩省的一个市镇，属于兰斯区（Reims）塔尔当瓦地区维尔县（Ville-en-Tardenois）。该市镇总面积9.34平方公里，2009年时的人口为192人。

## 人口
拉热里人口变化图示